# 和平之后圣殿共主教座堂
和平之后圣殿共主教座堂（Queen of Peace Pro-Cathedral）是第一座升为天主教宗座圣殿的叙利亚-玛兰卡礼天主教会教堂，位于印度喀拉拉邦首府特里凡得琅。这是喀拉拉邦第四座宗座圣殿。
2008年11月10日，东方教会部部长莱奥纳多·桑德里宣布该堂升为宗座圣殿。12月7日，大总主教巴塞利奥斯·克利米斯·托通克尔将其奉献给和平之后圣母。